# Цимцум

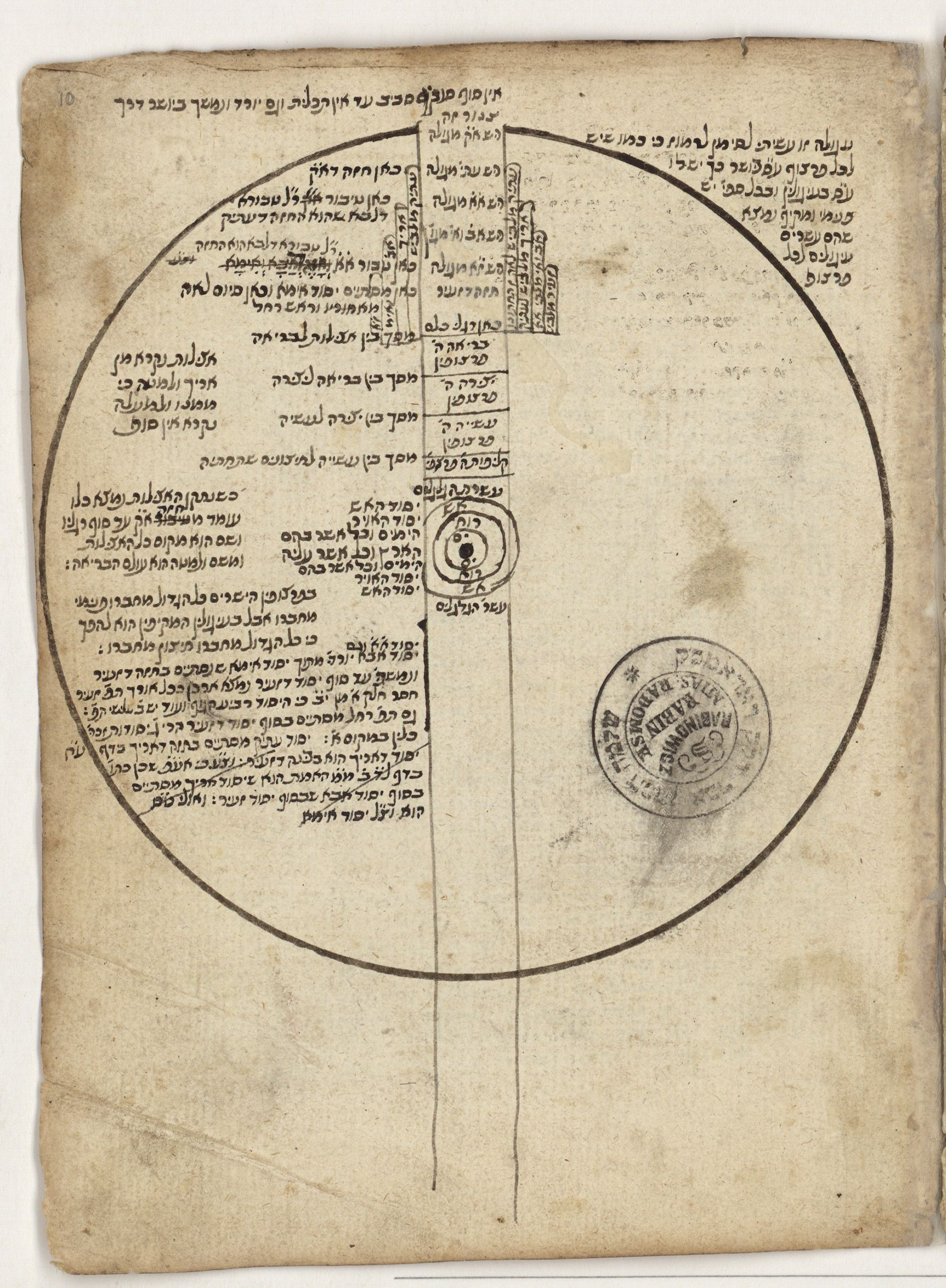
Схема миров, созданных после первого цимцума; рукопись, написанная Менахемом Лонцано, версия схемы в трудах Хайима Виталя

Цимцум (ивр. צִמצוּם‎, сокращение, сжатие), то есть самосокращение, самоограничение или самоопределение Божества, — в лурианской каббале процесс сжатия бесконечного Бога, в результате которого образуется пустое пространство (техиру). Понятие вводится в целях :
- объяснения перехода от бесконечного к конечному[1];
- разрешения противоречия, порождённого утверждением того, что вначале был Бог, который заполнял всё бесконечное пространство, и вне и внутри которого ничего не могло быть. Цимцум как бы освобождает место для последующего творения, создавая пространство без Бога.[3]

Явления, как они нам представляются, есть не что иное, как ограничения того, что первоначально было бесконечно и, следовательно, само по себе неощущаемо и невидимо, потому что бесконечное не может подлежать ни зрению, ни осязанию. «Эйн-Соф», говорит каббала, ограничил сам себя для того, чтобы могло остаться «свободное место» (מקום פנױ‎) для мира. Другими словами, бесконечная единая «всеобъемлемость» сделалась многообразной для того, чтобы вступить в сферу явлений и чтобы стать видимой и осязаемой во множестве конечных вещей.

## Процесс
Учение каббалы исходит из идеи сокровенного, неизрече́нного Божества, которое, будучи выше всякого определения как ограничения, может быть названо только Эйн-Соф, то есть Ничто или Бесконечное. Чтобы дать в себе место конечному существованию, Эйн-Соф должен сам себя ограничить. Отсюда «тайна стягиваний» (сод цимцум) — так называются в каббале эти самоограничения или самоопределения Абсолютного, дающие в нём место мирам. Эти самоограничения не изменяют неизречённого в нём самом, но дают ему возможность проявляться, то есть быть и для другого.
Первоначальное основание или условие этого «другого», по образному представлению каббалистов, есть то пустое место (в первый момент — только точка), которое образуется внутри абсолютного от его самоограничения или «стягивания». Благодаря этой пустоте, бесконечный свет Эйн-Софа получает возможность «лучеиспускания» или эманации (так как есть куда эманировать).
Свет этот не есть чувственный, а умопостигаемый, и его первоначальные лучи — основные формы или категории бытия: это 32 «пути премудрости», а именно 10 цифр или сфер (сефирот) и 22 буквы еврейского алфавита (3 основных, 7 двойных, 12 простых), из которых каждой соответствует особое имя Божие.

### «Древо Жизни» (1573)
Книга «Эц Хаим» («Древо Жизни», 1573) описывает этот процесс следующим образом:
Прежде чем были сотворены все вещи… Божественный Свет был простым, и он заполнял всё бытие. Не было никакой пустоты…
Когда Его Воля решила сотворить все вселенные… Он сжал этот Свет со всех сторон… оставив свободное пространство… Это пространство было совершенно круглое…
После того как произошло это сжатие… возникло место, в котором можно было сотворить всё сущее…
Затем Он испустил нить Бесконечного Света… и заполнил им эту пустоту… Именно благодаря этому лучу Бесконечный Свет спустился вниз…".
Всевышний сначала «сократил» Свой Свет и образовал пустоту (техиру), в которой могло совершиться творение. Чтобы Его творящая сила проникла в это пространство, Он испустил в него «нить» Своего Света. Именно благодаря этой «нити» и произошло всё творение.

## Эманация
Согласно учению Лурии (1534—1572), вслед за цимцум совершился процесс божественной эманации («ацилут»): Бог наполнил Божественным Светом сосуды («келим»), таким образом удерживая Свет бытия посреди новообразованной пустоты в Своём центре. Однако этот процесс завершился неудачей. Сосуды разрушились, и большая часть Света вернулась к Богу. Лишь некоторые искры Света остались в обломках сосудов. Таким образом, Бог в каком-то смысле пребывает «в изгнании из Самого Себя».